# Le Conte du pont au moine
Pour plus de détails, voir Fiche technique et Distribution.
Le Conte du pont au moine (Munkbrogreven) est une comédie suédoise réalisée par Edvin Adolphson et Sigurd Wallén et sortie en 1935.
Il s'agit d'une adaptation de la pièce de théâtre Greven av Gamla Stan de  Siegfried Fischer (sv). Le film est surtout connu pour être le premier rôle parlant d'Ingrid Bergman, alors âgée de 20 ans.

## Synopsis
Une bijouterie de la vieille ville de Stockholm est cambriolée, et ce n'est que l'un des nombreux vols et cambriolages qui déconcerte la police. Le célèbre Diamant-Lasse serait à l'origine de ce cambriolage. Le policier local Göransson s'intéresse à un homme secret qui se fait appeler Larsson, un nouveau visage dans la vieille ville. En même temps, il tente d'empêcher la contrebande d'alcool parmi les « célébrités » du quartier, notamment « Gurkan », « Greven » et « Borstis ». Larsson s'installe à l'hôtel City, où travaille la jeune Elsa Edlund, et une idylle naît rapidement entre eux, bien qu'Elsa et le concierge Borstis soupçonnent Larsson d'être quelqu'un d'autre que ce qu'il prétend être.
Larsson s'intéresse à son tour à un homme du quartier appelé « Karlsson l'aveugle », chez qui il remarque des bizarreries. Larsson révèle que Karlsson l'aveugle est un Diamond Lasse déguisé, dont le prochain plan est d'escroquer l'héritage de Mme Blomkvist, l'employeuse de Gurkans, par le biais d'un mariage. Larsson s'avère également être un journaliste déguisé.

## Fiche technique
- Titre français : Le Conte du pont au moine[1]
- Titre original suédois : Munkbrogreven[2]
- Réalisation : Edvin Adolphson, Sigurd Wallén
- Scénario : Arthur Natorp (sv), Siegfried Fischer (sv) d'après sa pièce Greven av Gamla Stan
- Photographie : Åke Dahlqvist
- Montage : Rolf Husberg (sv)
- Musique : Jules Sylvain (sv)
- Production : Stellan Claësson (sv)
- Société de production : Fribergs Filmbyrå
- Pays de production :  Suède
- Langue originale : suédois
- Format : Noir et blanc - 1,37:1 - Son mono - 35 mm
- Genre : Comédie
- Durée : 82 minutes
- Dates de sortie : 
  - Suède : 21 janvier 1935

## Distribution
- Valdemar Dalquist (sv) - Greven
- Julia Cæsar - Klara Edlund, la propriétaire de l'hôtel
- Sigurd Wallén - Gurkan
- Tollie Zellman - Amalia Blomkvist
- Edvin Adolphson - Åke Larsson, journaliste
- Ingrid Bergman - Elsa Edlund, nièce de Klara
- Weyler Hildebrand - l'agent Göransson
- Eric Abrahamsson - Borstis Larsson, gardien de l'hôtel
- Arthur Fischer - l'aveugle Karlsson
- Artur Cederborgh - Inspecteur Engström
- Emil Fjellström - Lorden, trafiquant d'alcool
- Wiktor "Kulörten" Andersson - L'étudiant mendiant
- Helga Brofeldt - Cliente de la poissonnerie
- Mona Geijer-Falkner - Cliente de la poissonnerie

## Sortie
La première du film a eu lieu le 21 janvier 1935 au cinéma Skandia sur Drottninggatan à Stockholm.